# Árabe libanês
Árabe libanês é uma variante do árabe falado no Líbano, embora muitos considerem o libanês uma língua separada.

## Vocabulário
O dialeto Libanês compartilha 80% do vocabulário com o Árabe sírio e 75% com os outros dialetos árabes. Palavras de origem francesa, turca e inglesa formam menos de 20% do vocabulário do Árabe libanês. Muitos libaneses misturam usualmente palavras do Francês, Inglês e Turco no seu dialeto falado diariamente. Como exemplo, a palavra talfinli é usada ligue para mim ou me telefone e a palavra fraize (francês para morango) em lugar do árabe farawila.

## Dialetos Árabes libaneses locais
Mesmo com a forma comum do árabe libanês sendo mutuamente inteligível pela maioria dos libaneses, há distintas variações regionais nas diversas partes do país, como diferentes pronúncias, gramática, vocabulário. Os dialetos regionais mais significantes são os de:
- Beirute, ainda subdividido de acordo com os diversos bairros nos subdialetos Achrafieh, Basta, Ras Beirut e outros.
- Líbano setentrional, ainda subdividido regionalmente, principalmente as variantes de Trípoli, Zgharta, Bsharri, Koura, Acar.
- Líbano Meridional.
- Beca, ainda subdividido regionalmente, em especial o de Zalé e Balbeque-Hermel.
- Monte Líbano, ainda subdividido regionalmente, em especial o Keserwan e os dialetos Drusos.

## Escrita
O Árabe Libanês é raramente escrito, exceto em romances onde a forma dialetal implica algum tipo de poesia que não usa mesmo o Árabe Clássico. O  é também usado em muitas canções, peças teatrais, programas de televisão e de rádio, principalmente quando se trata da forma poética Zajal. A forma Libanesa foi também muito popularizada por todo o Mundo árabe por meio de cantores Pan-Árabes tais como Fairuz, Sabah, Wadih El Safi e muitos outros.
As publicações mais formais, como os jornais, são tipicamente escritos em Árabe Moderno Padrão.
Mesmo com a escrita árabe sendo a mais usual, existe também o seu uso informal. Em "chats" da internet pode haver uma mistura de caracteres latinos e árabes, com transliterações típicas desse uso. O poeta antiárabe Said Akl propôs o uso extensivo do alfabeto latino, mas isso não teve grande aceitação. Obras literárias como Romeu e Julieta e Diálogos de Platão foram transliteradas pelo sistema "latino" proposto, às quais também não obtiveram grande aceitação. Hoje a maior parte dos usuários árabes da web transliteram as palavras árabes pelo método de Said Akl, usando números para exprimir caracteres árabes transliterados no não existentes no alfabeto latino quando não têm um teclado árabe para computador.
O Alfabeto árabe é usado com suas 28 consoantes. São, porém, 21 vogais, contra apenas 12 (entre vogais e outros símbolos) do árabe padrão.
O alfabeto latino citado acima é o completo de 26 letras (A, B, C, D, E, F, G, H, I, J, K, L, M, N, O, P, Q, R, S, T, U, V, W, X, Y, Z), havendo ainda:
- Ç, os ditongos Ei, Ej, Eï, Éi, Ia, os encontros consonantais Kh, Gh, Ch
- A e O com 4 diferentes diacríticos cada;
- E, U e I com 3 diferentes diacríticos cada;
- S, W, Y e Z com dois diferentes diacríticos cada;
- C, D, H, G, T com 1 diacrítico cada;

## Amostra de texto
Em Árabe libanês (Alfabeto latino)
Kill el ba¡ar byechlaqò aħrár w mütasévyín bil carámet w'el ħoqúq. W hinné nwahabò xaqel w đamír, w xleyun y'xémlò baxdon el baxed b'rúħ el ochuẅet. (el baned el aẅal min'el exlén el xálamé la ħoqúq el insén).
Em Português
Todos seres humanos nascem livres e iguais em dignidade e direitos. São providos de razão e consciência e devem agir uns em relação aos outros num espírito de fraternidade. (artigo 1º da Declaração Universal dos Direitos do Homem).